# عمر بن قينة
عمر بن قينة (1944م - ) أديب جزائري، باحث أكاديمي، عمل أستاذا للأدب العربي الحديث في جامعات عربية.

## التعليم
ولد الدكتور عمر بن قينه ببلدية أمجدل ولاية المسيلة بالجنوب الجزائري 1944، حيث تابع تعليمه الأساسي، وأكمل دراساته الجامعية الأولى الليسانس) في جامعة الجزائر) المركزية، والمدرسة العليا للأساتذة ENS) أما دراساته الأكاديمية العليا فقد بدأها بشهادة الدراسات المعمقة بجامعة الجزائر، سنة 1976 فـدكتوراه الدرجة الثالثة بالجامعة نفسها سنة 1982) ثم ناقش فيها رسالته الأخيرة لنيل شهادة دكتوراه الدولة سنة 1992.

## التدريس
عمل في التعليم العام، قبل أن يتفرغ للبحث والتدريس في جامعات مختلفة:
- 1978- 1996 جامعة الجزائر المركزية، كلية الآداب والعلوم الإنسانية، ، متعاونا في الوقت نفسه في جامعة تيزي وزو
- 1997-1995 أستاذا في المدرسة العليا للآداب والعلوم الإنسانية بالجزائر
- 2000-1997 جامعة قطر كلية الآداب
- 2000-2001 جامعة صنعاء:كلية الآداب
- 2002- 2012 كلية الآداب والعلوم الإنسانية (جامعة الملك عبد العزيز) في جدة بالمملكة العربية السعودية.

أشرف على عشرات من رسائل التخرج الجادّة في جامعة الجزائر حيث ترأس فرقة للبحث العلمي، كما أشرف على عدة رسائل ماجستير ودكتوراه وشارك في مناقشة أكثر من خمس وعشرين أطروحة ماجستير ودكتوراه أغلبها في الجزائر، ترأس معظم لجانها، كما تابع المهام نفسها خارج الجزائر: خصوصا في جامعة الملك عبد العزيز بجدة، تدريسا وإشرافا ومناقشات.

## التحرير
باحث، كاتب مقالة وخاطرة، قاص، روائي. له مؤلفات جامعية أكاديمية عديدة، وبحوث عامة ومتخصصة، ومجموعات قصصية وروايات، ومجاميع مقالات: فكرية وسياسية، وأدبية نشرت في الجزائر وسوريا والعراق وقطر والأردن واليمن ومصر والسعودية والإمارات العربية المتحدة والكويت وباريس وليبيا وتونس. أعد برامج ثقافية للإذاعة الجزائرية الإذاعة الوطنية القناة الأولى خلال 1971-1981 ثم مطلع التسعينيات أهمها برنامج أدبي يومي ليلة سعيدة ثم ثلاثة برامج أسبوعية في سنوات مختلفة منبر الشعراء وكتاب الأثير وتاريخ الأدب العربي في الجزائر: قديما وحديثا كما تولى بضعة شهور مجلة المغرب العربي التي تبث كل شهر من الجزائر وتونس والمغرب فتعد مادتها في الأقطار الثلاثة.
كتب في أهم الصحف الجزائرية، وفي صحف عربية، ومجلات عامة ومتخصصة محكّمة في الجزائر وباريس وليبيا والعراق واليمن والخليج: في الإمارات وقطر والكويت وسوريا والعراق والبحرين والسعودية. ومن المجلات التي كتب فيها، المحكمة: مجلة المبرّز بالجزائر والفيصل السعودية والجسرة الثقافية القطرية وحولية كلية الآداب والعلوم الإنسانية بجامعة الكويت وحولية كلية الآداب والعلوم الإنسانية بجامعة قطر وحولية مركز البحوث والدراسات الإنسانية بجامعة قطر والمجلة العربية للعلوم الإنسانية بجامعة الكويت. أما المجلات العامة فهي عديدة ومختلفة منها: الثقافة الجزائرية، كلّ العرب في باريس، فصول الليبية الثقافة العربية الليبية الحياة الثقافية التونسية التراث العراقية المنهل السعودية المجلة العربية السعودية، الحج والعمرة السعودية. وغيرها.
كتب في عدة جرائد عربية أعمدة يومية ومقالات أسبوعية: خاصة في الجزائر والإمارات واليمن والسعودية وقطر، أهم جريدة عربية استقر في التعاون معها طويلا بمقال أسبوعي الراية القطرية، من سنة 1997 حتى 2020/5/7 مما تضمّنت بعضه مجاميع مقالات نشرت في الجزائر، من بينها وحّدتنا فرنسا الاستعمارية وفرّقتنا الأحزاب الوطنية وأساتذة الشيطان وقوى الإيمان سبحة وسيجارة وقات وقوّة الحقّ.. فوق حقّ القوّة.

## التكريم
كرّمته جامعة الجزائر المركزية بشهادة شرفية وجائزة يوم العلم 16 أبريل 1995 كما كرّمه اتحاد الطلبة الجزائريين الوطني وجامعة الجزائر بشهادة شرفية في يوم العلم 16 أبريل 1996 وقد امتنع قبل ذلك عن الذهاب لتسلّم جائزة رئيس الجمهورية 1988م التي شملت نحو 600 شخص حتى مذيعة تلفاز عادية تعبيرا عن موقف من أسلوب العمل في غياب أهل الاختصاص، وقد هرع إلى الحفل البهيج أكاديميون! جامعيون! فلم يخجل أحدهم من البوح في نهاية الحفل بخيبة أمله المادي للتلفاز العمومي بقوله: لم يعطوني إلا ورقة بينما كنا ننتظر صكوكا مالية!
كرّمته إثنينية عبد المقصود خوجة الثقافية، بمدينة جدة بـ المملكة العربية السعودية 2005.
كرّمته المدرسة العليا للأساتذة وأساتذتها وطلبتها بقسنطينة الجزائر في الملتقى الدولي: حول المعرفة والتخييل في الرّحلات المغاربية في قسنطينة يومي: 28-29 أبريل 2014 تقديرا لجهوده في الموضوع.

## أعماله

### قصص قصيرة
1. جروح في ليل الشتاء، مجموعة قصصية، الشركة الوطنية للنشر والتوزيع، الجزائر، 1984.
2. غيمة وإحدى عشرة قصة، مجموعة قصصية، المؤسسة الوطنية للكتاب، الجزائر، 1986.
3. أسماء وعبد الخوف، مجموعة قصصية، المؤسسة الوطنية للكتاب، الجزائر، 1986.
4. قصص شعبية من الجزائر، قصص، المؤسسة الوطنية للكتاب، الجزائر، 1986.
5. الوزير الثاني يثأر للوزير الأول، مجموعة قصصية، كولوريوم، الجزائر، 2013.

### روايات
1. مأوى (جان دولان المؤسسة الوطنية للكتاب، الجزائر، 1992.
2. على الربوة الحالمة، دار الأمة، الجزائر، 1998.
3. يوميات شارع السفارات، دار الأمة، الجزائر، 2007.

### رحلات ويوميات
1. صور.. وانطباعات من رحلات حج وعمرة وسياحة، دار الأمة، الجزائر،ط:1 2011، دار كولوريوم للنشر، الجزائر، ط:2، 2013.
2. مواقف من صور وانطباعات، في يوميات السعودية.
3. شذرات من يوميات أستاذ في جامعات عربية.
4. يوميات باريسية.
5. أشواق وأطياف، فمسرات وأوجاع أيضا (في رحلات خاصة)

### دراسات وأبحاث في أدب الرحلة
1. رحلات ورحالون في النثر العربي الجزائري الحديث، دار الأمة، الجزائر، 2009.
2. الكاتب الجزائري محمد المنصوري الغسيري في رحلته (عدت من الشرق) دراسة وتحقيق وتحليل لرحلة المفكر الإصلاحي إلى جانب نص الرحلة (عدت من الشرق) المجلس الإسلامي الأعلى، ط:1 الجزائر، 2008م، كولوريوم، ط: 2، الجزائر، 2013.
3. صورة الجزائر: أرضا وإنسانا وحالا، لدى الرحالة الفرنسي (بول أودال) دار ثالة للنشر، الجزائر، 2010.
4. من الجزائر (العاصمة) إلى بوسعادة، تعريب كتاب الرحالة الفرنسي: بول أودال (1904)، كولوريوم، تضمنه الجزء الأول من المجلد الثالث في (الأعمال المتكاملة) غير الكاملة، 2013م.
5. اتجاهات الرحالين الجزائريين في الرحلة العربية الحديثة، ديوان المطبوعات الجامعية، الجزائر، 1995.
6. الشكل والصورة، في الرحلة الجزائرية الحديثة، دار الأمة، الجزائر، 1995م.

(قام هذان الكتابان الأخيران على أعمال أدبية مختلفة في الرحلة خلال القرنين التاسع عشر والعشرين، وملاحظة صورة الإنسان والمكان في عين الرحالة وفكره وعلى قلمه في النهاية، مع تسجيل الجوانب الفنية في هذه الأعمال الأدبية المختلفة).

### مجاميع مقالية
1. ملاحظات من صميم الحياة، مطبعة البعث، قسنطينة (الجزائر) 1982م. (تجارب) مقالية وانطباعية في الثقافة والأدب وشؤون الحياة والمجتمع (سلبا وإيجابا).
2. قضايا.. ومواقف (تاريخية، ثقافية، اجتماعية، فكرية)، ديوان المطبوعات الجامعية، الجزائر،2002. ط:2 في 2007. [مجموع مقالات تاريخية فكرية سياسية أدبية، محورها القضايا الجزائرية ذات الأبعاد المختلفة التي أفرزتها خصوصا تحولات تسعينات القرن العشرين].
3. شظايا وتصدّعات.. في الفكر والثقافة والأدب، دار الأمة، الجزائر، 2002م. [مجموع مقالات في قضايا الهمّ العربي سياسيا واجتماعيا وتاريخيا بمضامين فكرية وثقافية وأدبية].
4. أساتذة الشيطان وقوى الإيمان، دار المعرفة، الجزائر، 2002م. [مجموع مقالات سياسية واجتماعية وثقافية وفكرية].
5. سبحة وسيجارة و(قات) في عالم (الحجّ) إلى (بانكوك) دار المعرفة، الجزائر، 2002م. [مجموع مقالات وصور بمضامين سياسية وثقافية وفكرية واجتماعية].
6. تسجد الأنظمة ولا تركع الشعوب، دار الأمة، الجزائر، 2006م. [مجموع مقالات نشرت في الشأن السياسي والثقافي والفكري والتاريخي].
7. قوة الحق.. فوق حق القوة، دار الأمة، الجزائر، 2006م. [مجموع مقالات تداخلت فيها الجوانب السياسية والفكرية والثقافية والاجتماعية].
8. (وحدتنا) فرنسا الاستعمارية وفرقتنا الأحزاب (الوطنية)، دار ثالة، الجزائر، 2008. [مجموع مقالات تاريخية سياسية ثقافية اجتماعية].
9. صور ومشاعر في زمن السعادة المسروقة، دار ثالة، الجزائر، 2008. [مقالات في السياسة والثقافة والأدب].
10. حوارات.. وآراء في السياسة والثقافة والأدب، دار ثالة، الجزائر، 2008]. [عنوان الكتاب يعبر عن محتواه، أحاديث أجريت مع المؤلف في صحف عربية وجزائرية، ومجلات عربية عامة مثل (العربي) الكويتية ومحكمة مثل (الفيصل) السعودية كما كان بعضها بينه وبين سياسيين عسكريين ومثقفين].
11. هذا واقعهم... وهذه حقيقتنا، كولوريوم للنشر،الجزائر، 2014.
12. رسب الأستاذ ونجح الطالب، كولوؤيوم للنشر، الجزائر،2014.
13. الجنرال تحت الأقدام، كولوريوم للنشر، الجزائر، 2014. [هذه العناوين الثلاثة تضمنها الجزء الرابع، في المجلد الثاني في (الأعمال المتكاملة) للكاتب، كولوريوم للنشر، في برنامج وزارة الثقافة، الجزائر، 2014].
14. حصاد المنتدى (الثقافي- الفكري) كولوريوم للنشر، الجزائر، 2014.
15. نبض قلم، كولوريوم للنشر، الجزائر، 2014. [الكتابان تضمّنهما الجزء الخامس من المجلد الثاني في (الأعمال المتكاملة)، كولوريوم للنشر، في برنامج وزارة الثقافة، الجزائر، 2014].
16. صخب الحداثة، كولوريوم للنشر، الجزائر، 2014.
17. وجدانيات... كولوريوم للنشر، الجزائر، 2014.
18. تأملات لغوية وفي آيات قرآنية، كولوريوم للنشر، 2014.
19. ثقافة الخوف، كولوريوم للنشر، الجزائر، 2014. [هذه العناوين الأربعة تضمنها أخيرا الجزء السادس من (المجلد الثالث) في (الأعمال المتكاملة) كولوريوم للنشر، برنامج وزارة الثقافة، الجزائر، 2014].
20. شذرات من يوميات أستاذ في (جامعات عربية)، دار الخلدونية، ط: 1 ، سنة 2023م.
21. للأدب رسالة في الحياة، لا لإشاعة الرذيلة، دار الخلدونية، ط: 1 ، سنة 2023م.
22. في قضايا الثقافة والفكر والأدب، ورجالها، دار الخلدونية، ط: 1 ، سنة 2023م.
23. مواقف من صور وانطباعات في (يوميات السعودية)، دار الخلدونية، ط: 1 ، سنة 2023م.
24. صوت الجزائر في الفكر العربي الحديث (أعلام وقضايا ومواقف)، دار الخلدونية، ط: 1 ، سنة 2023م.
25. يوميات باريسية، مع أشواق وأطياف وطنية، دار كولوريوم للنشر، ط: 1 ، سنة 2024م.

### الدراسات الأدبية العامة والأبحاث
الدراسات الأدبية العامة والأبحاث، كما نشرت مستقلة، ولم تدرج في الأعمال المتكاملة المحدودة التي موّنتها وزارة الثقافة، ضمن برنامج نشر وطني، سرعان ما توقف:
1. عبد الحميد بن باديس: رجل الإصلاح والتربية، (سلسلة للجميع) الشركة الوطنية للنشر والتوزيع، الجزائر، 1974.
2. الديسي حياته وآثاره وأدبه، سلسلة الدراسات الكبرى، الشركة الوطنية للنشر والتوزيع، الجزائر، 1980م.
3. أدب المغرب العربي قديما، ديوان المطبوعات الجامعية، الجزائر، 1994م.
4. فن المقامة في النثر العربي الجزائري الحديث، من القرن الثاني عشر حتى القرن العشرين، دار المعرفة، الجزائر، 2002م.
5. في الأدب الجزائري الحديث، ديوان المطبوعات الجامعية، الجزائر، 1995م.
6. صوت الجزائر في الفكر العربي الحديث، ديوان المطبوعات الجامعية، الجزائر، 1993م.
7. في الأدب العربي الحديث، ط:1، دار الأمة، 1999، الجزائر. ط:2: دار إبداع نايف، جدة، المملكة العربية السعودية، 2004.
8. مداخل في النظرية الأدبية، مكتبة الشقري، الرياض، المملكة العربية السعودية، ط:1سنة 2006م. ط:2 سنة 2008، ط:3، ثالة للنشر، الجزائر، 2015.
9. القصة العربية الليبية القصيرة: نشأتها وتطورها وقضاياها، دار النشر للجامعات، القاهرة، مصر 2008.
10. أشكال التعبير في القصة الليبية القصيرة، المؤسسة الوطنية للكتاب، الجزائر، 1986م.
11. دراسات في القصة الجزائرية القصيرة والطويلة، المؤسسة الوطنية للكتاب، الجزائر، (1986م).
12. الخطاب القومي في الثقافة الجزائرية، اتحاد الكتاب العرب، دمشق، سوريا، 1999م.
13. المشكلة الثقافية في الجزائر، التفاعلات والنتائج، دار أسامة للنشر والتوزيع، عمان، الأردن، 2000.
14. الرؤية الفكرية بين الحاكم والمحكوم (لدى ابن المقفع وابن العنابي والكواكبي)، دار أسامة للنشر، الأردن، 2000.
15. أعلام وأعمال (في الفكر والثقافة والأدب)، اتحاد الكتاب العرب، دمشق، 2000م.
16. المجاهد الثائر الشاعر المصور الأمير عبد القادر الجزائري الذي دوخ جنرالات فرنسا ودوخته أم البنين، دار ثالة للنشر، الجزائر، 2010.

### الأعمال المتكاملة (غير الكاملة)
(الأعمال التي صدرت في طبعة خاصة بدعم من وزارة الثقافة بالجزائر:2013-2014 (ردمك: 3-04-474-9931-978 ) لكنها لم تتضمّن القائمة السابقة هنا: (من دراسات أكاديمية وأبحاث) وغيرها.كما بقي (الجزآن 3و4 من المجلد3) هنا من (الأعمال المتكاملة)
المجلد الأولفي القصة والرواية 2013
- الجزء الأول: (في القصة القصيرة) تضمّن (5مجموعات) 2013:

1. جروح في ليل الشتاء
2. غيمة وإحدى عشرة قصه
3. أسماء وعبد الخوف.
4. قصص شعبية من الجزائر.
5. الوزير الثاني يثأر للوزير الأول

- الجزء الثاني: (في الرواية) تضمّن (3 روايات) 2013:

1. مأوى جان دولان.
2. على الربوة الحالمة
3. يوميات شارع السفارات.

المجلد الثاني(في المقالة) 2013
- الجزء الأول: تضمّن (3 كتب) 2013

1. قضايا ومواقف (تاريخية، ثقافية، اجتماعية، فكرية)
2. شظايا وتصدعات..في الفكر والثقافة والأدب.
3. أساتذة الشيطان وقوى الإيمان.

- الجزء الثاني: تضمّن (3 كتب) 2013

1. سبحة وسيجارة وقات في عالم الحج إلى بانكوك.
2. تسجد الأنظمة ولا تركع الشعوب.
3. قوة الحق فوق حق القوة.

- الجزء الثالث: تضمّن (3 كتب) 2014

1. (وحّدتنا) فرنسا الاستعمارية وفرقتنا الأحزاب (الوطنية).
2. حوارات وآراء في السياسة والثقافة والأدب.
3. صور ومشاعر في زمن السعادة المسروقة

- الجزء الرابع: تضمّن (3 كتب) 2014

1. هذا واقعهم... وهذه حقيقتنا
2. رسب الأستاذ ونجح الطالب
3. الجنرال تحت الأقدام

- الجزء الخامس: (تضمن كتابين) 2014

1. حصاد المنتدى (الثقافي-السياسي-الفكري)
2. نبض قلم

- الجزء السادس: (تضمّن 4 كتب) 2014

1. صخب الحداثة
2. وجدانيات...
3. تأملات لغوية وفي آيات قرآنية
4. ثقافة الخوف.

المجلد الثالثفي أدب الرحلة 2014
- الجزء الأول: تضمّن (4 أعمال) 2014

1. رحلات ورحالون في النثر العربي الجزائري الحديث.
2. من الجزائر (العاصمة) إلى بوسعادة، تعريب كتاب الرحالة الفرنسي: بول أودال سنة 1899م.
3. عدت من الشرق، محمد المنصوري الغسيري (مراجعة وتقديم).
4. صور وانطباعات، من رحلات حجّ وعمرة وسياحة (شخصية).

- الجزء الثاني: معلق، لم ينشر لظروف وزارة الثقافة المالية (حسب ما قيل للناشرين) والله أعلم! =====

1. مواقف وصور من انطباعات في يوميات في السعودية
2. يوميات (أستاذ) في جامعات عربية

- الجزء الثالث (موقعه هنا في الأعمال المتكاملة..سقط منها- هنا-سهوا): كتابان أكاديميان يتكاملان. =====

1. اتجاهات الرحالين الجزائريين في الرحلة لعربية لحديثة.
2. أشكال التعبير في الرحلة الجزائرية الحديثة.

### مخطوطات
أولا:
1. خيار العزلة اضطرارا، ملاذ (من سوء حال حتى مآلات خلاّن).
2. مواقف من صور وانطباعات في (يوميات السعودية).
3. أشواق وأطياف، فمسرات وأوجاع أيضا (في رحلات خاصة).
4. شذرات من يوميات أستاذ (في جامعات عربية).
5. في قضايا الثقافة والتعليم والفكر والأدب ورجالها.
6. للأدب رسالة في الحياة (لا لإشاعة الرذيلة والانفلات في المجتمعات).
7. هموم قومية تطّرد، لا تبرحنا (لا يختلف حديثها عن قديم).

ثانيا:
1. لم يبق لأهل الرأي رأي يلزم أولي الأمر (في أنظمة المعالف العربية).
2. موجبات الكلام ووجوب الصمت.
3. فيض مشاعر.
4. نبض قلم.
5. يوميات باريسية بقلم الكاتب (1983-1986).

ثالثا:
1. محطات في مسار الحركة الفكرية والأدبية بالجزائر: قديما وحديثا [(150-1400 هجرية/767-1980م) مادة برنامج إذاعيّ أسبوعي كان المؤلف يكتبه للإذاعة..]
2. هموم غير خاصة وأشواق عامة، رصيد مقالات نشرت في جرائد (الحقيقة) و(الشعب) و(المساء) و(الحياة العربية) و(الشروق اليومي) و(الشروق الأسبوعي).
3. نماذج من المكتبة العربية الحديثة (خلال:1971-1991) مادة (اخترت لك من المكتبة: في جرائد: المساء، الشعب، ومجلة (ألوان) بشكل خاص، فمادة (كتاب الأثير) الإذاعي الأسبوعي.
4. من (دفاتر الخليج) الثمانية، خلال 14 سنة (1998-2012م)، خجرة قلق وحب وتقدير، تنغّصها آفات سلوكية في فضاءات طابعها إيماني يُخْدَش
5. يوميات على (بوابات العزلة) وبساطها: معظمها مخطوط، قليلها سبق نشره في صحف عربية.

## وصلات خارجية
- مقابلة صحفية مع فتحية أحمد / مجلة العربي
- حوار الدكتور عمر بن قينة مع ساري الزهراني / جريدة المدينة
- بعض كتب عمر بن قينة على موقع أبجد
- قراءة حول كتاب «أعلام واعمال في الفكر والثقافة والأدب» على موقع البيان